# Låningsvejen
 Låningsvejen er en 6 km lang offentlig grusvej på havbunden mellem Mandø og Ribediget ved Vester Vedsted.

## Anlæggelse og brug
Vejen blev oprindeligt anlagt i begyndelsen af 1970'erne til at kunne benyttes ved arbejde med kystsikring eller andre vedligeholdelsesarbejder af kysten, men fra 1978 blev vejen gjort til en offentlig vej, som er tilgængelig for alle. Låningsvejen ligger på vandskellet mellem Knudedyb og Juvre Dyb og er hævet ca. 75 cm over havbunden og sikret med faskingårde på begge sider. Vejen oversvømmes ved højvande og det er derfor kun muligt at benytte den ved ebbe.
Ved vejens begyndelse ved Ribediget står flere skilte, der på dansk, tysk og engelsk advarer mod at benytte den uden kendskab til tidevandet. DMI har tidevandstabeller, hvor man kan læse de daglige tidspunkter og forventede vandstande for henholdsvist flod og ebbe. Er man ikke fortrolig med tidevandet kan man benytte sig af Mandøbussen, der afgår fra Vadehavscentret, umiddelbart vest for Vester Vedsted.
Turen fra Mandø By til fastlandet er 11 km, deraf er ca 6 km gennem Vadehavet. Vejen bliver løbende vedligeholdt, da den nogle steder synker bl.a. på grund af mose og tørvelag under sandbunden. Vejnettet på øen er begrænset til "hovedvejen" til Mandø By samt digevejen, som følger diget øen rundt.
Ebbevejen, der blev anlagt i forbindelse med Ribedigets opførelse i 1914, starter ved diget 1,3 km syd for Låningsvejens start. Vandskellet lå dengang ca. 500 m sydligere. Motorkørsel kræver særlig tilladelse. Hvor Ebbevejen går ud i Vadehavet er der en parkeringsplads med borde og bænke.

## Navnet
Ordet "låning" betyder en lav dæmning som er bygget fra kysten ud i havet, og som normalt overvømmes ved højvande.

## Vejrforhold
Under normale vejrforhold er det muligt at køre over på et kort besøg og returnere til fastlandet igen
under én lavvandsperiode. Man skal dog altid tage sig i agt for vinden og eventuel springflod (ved fuldmåne og nymåne). Er vinden i vest kommer vandet langt hurtigere, end når den er i øst. Visse dage tørlægges vejen slet ikke. Er man det mindste i tvivl, bør man spørge de lokale eller hos Vadehavscentret i Vester Vedsted.
5. oktober 2023 måtte en tjekkisk far og datter efterlade deres bil på Låningsvejen, mens de selv blev reddet i land ved hjælp af en Unimog.

## Natur
Låningsvejen til Mandø er en god mulighed for at opleve Vadehavets fugle. Fuglene vil ofte stå i nærheden af vejen. Omkring Sct. Hans er der færrest trækfugle. Men allerede i juli starter fuglenes efterårstræk.

## Galleri
- Låningsvejen set fra Ribediget
- Advarselsskilte ved Låningsvejens begyndelse ved Ribediget
- Traktorbussen
- Ebbevejen set fra Ribediget